# Заіченко Олег Григорович
Заі́ченко Оле́г Григо́рович — полковник Збройних сил України. Командир військової частини А2215 (15-та бригада транспортної авіації (Україна))

## Нагороди
- 21 жовтня 2014 року — за особисту мужність і героїзм, виявлені у захисті державного суверенітету та територіальної цілісності України, вірність військовій присязі під час російсько-української війни, відзначений — нагороджений орденом «За мужність» III ступеня.
- Указом Президента України № 301/2020 від 30 липня 2020 року за «особисту мужність і самовіддані дії, виявлені під час виконання військового обов’язку, високий професіоналізм та з нагоди Дня Повітряних Сил Збройних Сил України» нагороджений медаллю «За військову службу Україні»[1]